# Jordan Thompson
Jordan Thompson (* 20. dubna 1994 Sydney) je australský profesionální tenista. Ve čtyřhře grandslamu zvítězil s Maxem Purcellem na US Open 2024 a jako poražení finalisté skončili ve Wimbledonu 2024.  Ve své dosavadní kariéře na okruhu ATP Tour vyhrál jeden singlový a sedm deblových turnajů včetně doublu na Los Cabos Open 2024. Na challengerech ATP a okruhu ITF získal šestnáct titulů ve dvouhře a dvanáct ve čtyřhře.
Na žebříčku ATP byl ve dvouhře nejvýše klasifikován v listopadu 2024 na 26. místě a ve čtyřhře v témže měsíci   na 3. místě. Trénuje ho krajan Marinko Matosevic. Dříve tuto roli plnil Peter Luczak. V juniorském kombinovaném žebříčku ITF figuroval nejvýše na 18. příčce v říjnu 2012.
V australském daviscupovém týmu debutoval v roce 2017 melbournským 1. kolem světové skupiny proti České republice, v němž vyhrál dvouhry s Jiřím Veselým i Janem Šátralem. Australané zvítězili 4:1 na zápasy. V letech 2022 a 2023 byl součástí družstva, které v Malaze prohrálo světové finále. Do září 2025 v soutěži nastoupil ke čtrnácti mezistátním utkáním s bilancí 5–4 ve dvouhře a 5–2 ve čtyřhře.
Austrálii reprezentoval na Letních olympijských hrách 2016 v Riu de Janeiru, kde se účastnil mužské dvouhry. V úvodním kole však podlehl Britovi Kylemu Edmundovi ve dvou setech.

## Tenisová kariéra
Ve dvouhře okruhu ATP Tour debutoval na lednovém Apia Sydney International 2013. Na úvod kvalifikace nestačil na 81. hráče žebříčku Guillerma Garcíu-Lópeze ze Španělska. Na Australian Open 2013 obdržel divokou kartu do kvalifikace, kde zdolal Francouze Nicolasa Renavanda poměrem gamů 9–7 v rozhodující sadě. Ve druhé fázi však skončil na raketě amerického jednadvacátého nasazeného Ryana Sweetinga.
Debut v hlavní soutěži nejvyšší grandslamové kategorie zaznamenal v mužském singlu Australian Open 2014, do něhož si vybojoval divokou kartu v australském kvalifikačním turnaji po rozhodující výhře nad Benjaminem Mitchellem. V prvním kole podlehl polské světové jednadvacítce Jerzymu Janowiczovi, když ztratil dvousetové vedení.

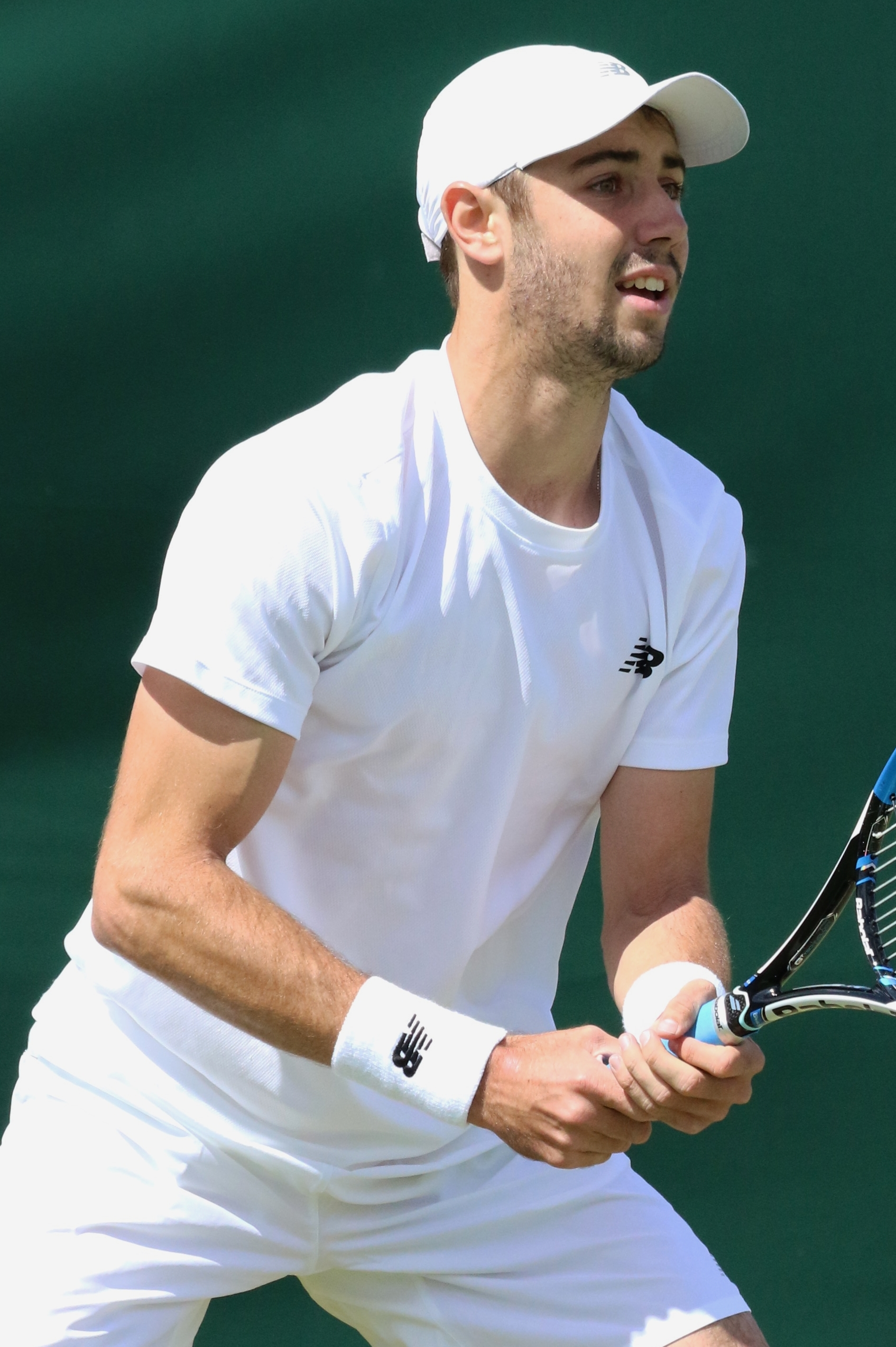
Příjem ve Wimbledonu 2016

Na divokou kartu startoval i na Apia Sydney International 2016, kde mu z příznivého stavu 6–2, 4–0, skrečoval Slovák Martin Kližan. Jednalo se o jeho první vítězný zápas na okruhu ATP Tour. Následně jej přehrál favorizovaný krajan Bernard Tomic, jemuž odebral v každém setu dvě hry. Navazující Australian Open 2016 znamenalo další účast díky divoké kartě a porážku v prvním duelu proti Brazilci Thomazi Belluccimu. V závěru února pak vybojoval premiérový titul na okruhu ATP Challenger Tour, když zvítězil nad Adamem Pavláskem na francouzské události Challenger La Manche 2016. Druhou trofej přidal na květnovém Kunming Open 2016, dotovaném 100 tisíci dolary, po finálové výhře nad Francouzem Mathiasem Bourguem. Bodový zisk mu premiérově v kariéře zajistil postup do elitní světové stovky.
První vítězný zápas v hlavní grandslamové soutěži dosáhl na French Open 2016, kde na jeho raketě zůstal srbský tenista Laslo Djere. Ve druhém kole nenašel recept na dvacátého sedmého nasazeného Chorvata Iva Karloviće po čtyřapůlhodinovém boji, jenž skončil výsledkem 7–6, 3–6, 6–7, 7–6 a 10–12.
Premiérový titul na okruhu ATP Tour vybojoval z mužské čtyřhry Brisbane International 2017, do níž nastoupil s krajanem Thanasim Kokkinakisem na divokou kartu. Ve druhém kole zdolali nejlepší světový pár Pierre-Hugues Herbert a Nicolas Mahut z Francie. Semifinále pak zvládli proti zkušené dvojici deblových specialistů Daniel Nestor a Édouard Roger-Vasselin. Ve finále zdolali lucembursko-americkou dvojici Gilles Müller a Sam Querrey. Kokkinakis se přitom vrátil na profesionální túru po 15měsíční přestávce způsobené poraněním ramene, jež měl operované.

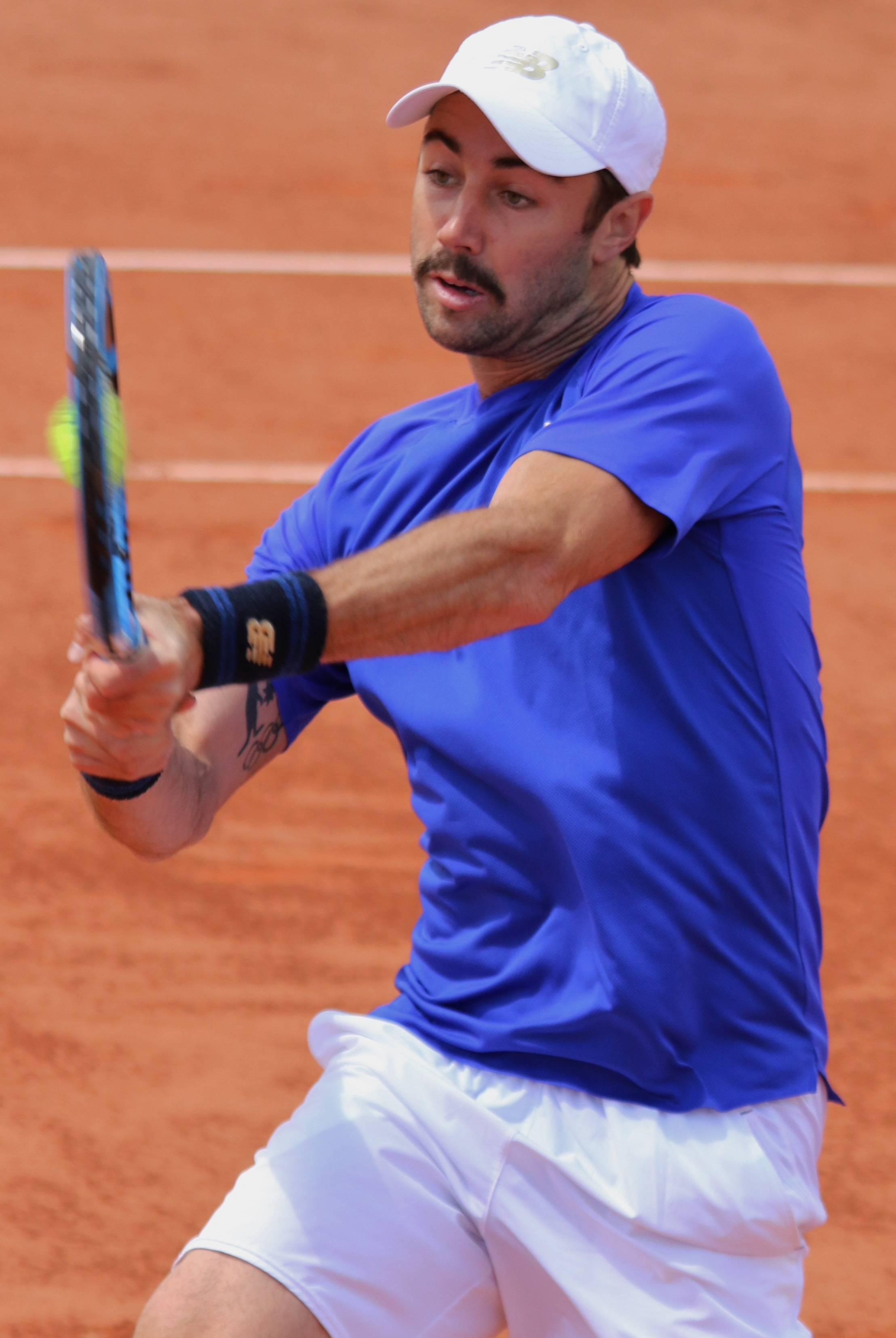
Třetí kolo dvouhry na grandslamu si poprvé zahrál na French Open 2019

Do dvouhry AEGON Championships 2017 v londýnském Queen's Clubu postoupil až jako šťastný poražený z kvalifikace, když mu patřilo 90. místo na žebříčku ATP. Přestože v celé sezóně 2016 nevyhrál ani jeden zápas v hlavních soutěžích okruhu ATP Tour, v úvodním kole londýnské události vyřadil za 1.43 hodin světovou jedničku a dvojnásobného obhájce titulu Andyho Murrayho. Ve druhé fázi však dohrál na raketě Sama Querreyho po třísetovém průběhu. První dvě singlová finále prohrál na travnatém Libéma Open v 's-Hertogenboschi. V roce 2019 nenašel recept na Francouze Adriana Mannarina a v ročníku 2023 na Nizozemce Tallona Griekspoora.
Na únorovém Los Cabos Open 2024 vyhrál obě soutěže. Ve dvouhře se na prahu vyřazení ocitl ve čtvrtfinále, když s Američanem Alexem Michelsenem prohrával již 0–6 a 0–3 a následně odvrátil tři mečboly. V semifinále pak zvládl třísetovou bitvu proti světové šestce Zverevovi, trvající 3:40 hodiny. V závěrečném duelu přehrál dvanáctého muže klasifikace Caspera Ruuda z Norska ve dvou sadách. První singlová trofej jej posunula o osm míst výše na nové žebříčkové maximum, 32. příčku. S krajanem Maxem Purcellem ovládl i čtyřhru po finálové výhře nad ekvádorsko-kazachstánským párem Gonzalo Escobar a Oleksandr Nedověsov. Stal se tak prvním Australanem od Kyrgiose na Washington Open 2022, který vyhrál na jediném turnaji obě soutěže.
Do prvního grandslamového finále se probojoval s Purcellem v deblové soutěži Wimbledonu 2024. V nejtěsnějším možném poměru podlehli finsko-britské dvojici Harri Heliövaara a Henry Patten, když každou sadu rozhodl až tiebreak. Ve druhé sadě nevyužili tři mečboly. Formu z letní sezóny přetavili v zisk trofeje na US Open 2024. V závěrečném utkání porazili německé turnajové desítky Kevina Krawietze s Timem Pützem. Newyorský grandslam vyhráli jako první ryze australský pár od Woodbridge s Woodfordem v roce 1996. Již ve druhém kole mohli soutěž opustit, když odvrátili dva mečboly Miesovi se Smithem. Po skončení debutoval 9. září 2024 v první desítce deblového žebříčku ATP, když mu patřilo 7. místo.

## Finále na Grand Slamu

### Mužská čtyřhra: 2 (1–1)
| Stav      | rok  | turnaj    | povrch | spoluhráč   | soupeři ve finále             | výsledek                       |
| --------- | ---- | --------- | ------ | ----------- | ----------------------------- | ------------------------------ |
| Finalista | 2024 | Wimbledon | tráva  | Max Purcell | Harri Heliövaara Henry Patten | 7–6(9–7), 6–7(8–10), 6–7(9–11) |
| Vítěz     | 2024 | US Open   | tvrdý  | Max Purcell | Kevin Krawietz Tim Pütz       | 6–4, 7–6(7–4)                  |

## Finále na okruhu ATP Tour
| Legenda                       |
| ----------------------------- |
| D – dvouhra; Č – čtyřhra      |
| Grand Slam (1–1 Č)            |
| Turnaj mistrů (0)             |
| ATP Tour Masters 1000 (1–1 Č) |
| ATP Tour 500 (0)              |
| ATP Tour 250 (1–3 D; 5–2 Č)   |

### Dvouhra: 4 (1–3)
| Stav      | č. | datum         | turnaj                       | kategorie | povrch | soupeř ve finále  | výsledek                |
| --------- | -- | ------------- | ---------------------------- | --------- | ------ | ----------------- | ----------------------- |
| Finalista | 1. | červen 2019   | 's-Hertogenbosch, Nizozemsko | ATP 250   | tráva  | Adrian Mannarino  | 6–7(7–9), 3–6           |
| Finalista | 2. | červen 2023   | 's-Hertogenbosch, Nizozemsko | ATP 250   | tráva  | Tallon Griekspoor | 7–6(7–4), 6–7(3–7), 3–6 |
| Vítěz     | 1. | únor 2024     | Los Cabos, Mexiko            | ATP 250   | tvrdý  | Casper Ruud       | 6–3, 7–6(7–4)           |
| Finalista | 3. | červenec 2024 | Atlanta, Spojené státy       | ATP 250   | tvrdý  | Jošihito Nišioka  | 6–4, 6–7(7–2), 2–6      |

### Čtyřhra: 11 (7–4)
| Rok       | č. | datum         | turnaj                            | kategorie    | povrch    | spoluhráč          | soupeři ve finále                   | výsledek                       |
| --------- | -- | ------------- | --------------------------------- | ------------ | --------- | ------------------ | ----------------------------------- | ------------------------------ |
| Vítěz     | 1. | leden 2017    | Brisbane, Austrálie               | ATP 250      | tvrdý     | Thanasi Kokkinakis | Gilles Müller Sam Querrey           | 7–6(9–7), 6–4                  |
| Finalista | 1. | srpen 2021    | Atlanta, Spojené státy            | ATP 250      | tvrdý     | Steve Johnson      | Reilly Opelka Jannik Sinner         | 4–6, 7–6(8–6), [3–10]          |
| Vítěz     | 2. | duben 2023    | Houston, Spojené státy            | ATP 250      | antuka    | Max Purcell        | Julian Cash Henry Patten            | 4–6, 6–4, [10–5]               |
| Finalista | 2. | červenec 2023 | Atlanta, Spojené státy            | ATP 250      | tvrdý     | Max Purcell        | Nathaniel Lammons Jackson Withrow   | 6–7(3–7), 6–7(4–7)             |
| Vítěz     | 3. | únor 2024     | Dallas, Spojené státy             | ATP 250      | tvrdý (h) | Max Purcell        | William Blumberg Rinky Hijikata     | 6–4, 2–6, [10–8]               |
| Vítěz     | 4. | únor 2024     | Los Cabos, Mexiko                 | ATP 250      | tvrdý     | Max Purcell        | Gonzalo Escobar Oleksandr Nedověsov | 7–5, 7–6(7–2)                  |
| Vítěz     | 5. | duben 2024    | Houston, Spojené státy (2)        | ATP 250      | antuka    | Max Purcell        | William Blumberg John Peers         | 7–5, 6–1                       |
| Vítěz     | 6. | květen 2024   | Madrid, Španělsko                 | Masters 1000 | antuka    | Sebastian Korda    | Ariel Behar Adam Pavlásek           | 6–3, 7–6(9–7)                  |
| Finalista | 3. | červenec 2024 | Wimbledon, Londýn, Velká Británie | Grand Slam   | tráva     | Max Purcell        | Harri Heliövaara Henry Patten       | 7–6(9–7), 6–7(8–10), 6–7(9–11) |
| Vítěz     | 7. | září 2024     | US Open, New York, Spojené státy  | Grand Slam   | tvrdý     | Max Purcell        | Kevin Krawietz Tim Pütz             | 6–4, 7–6(7–4)                  |
| Finalista | 4. | březen 2025   | Indian Wells, Spojené státy       | Masters 1000 | tvrdý     | Sebastian Korda    | Marcelo Arévalo Mate Pavić          | 3–6, 4–6                       |

## Finále na challengerech ATP a okruhu ITF
| Legenda                      |
| ---------------------------- |
| Challengery (11–13 D; 7–1 Č) |
| ITF (5–3 D; 5–3 Č)           |

### Dvouhra: 32 (16–16)
| Stav      | č.  | datum             | turnaj                         | povrch      | soupeř ve finále    | výsledek                |
| --------- | --- | ----------------- | ------------------------------ | ----------- | ------------------- | ----------------------- |
| Vítěz     | 1.  | 28. července 2013 | Bad Waltersdorf, Rakousko      | antuka      | Patrick Ofner       | 1–6, 6–4, 6–0           |
| Vítěz     | 2.  | 29. září 2013     | Alice Springs, Austrálie       | tvrdý       | Juiči Itó           | 6–4, 6–1                |
| Finalista | 1.  | 12. října 2013    | Sydney, Austrálie              | tvrdý       | Greg Jones          | 6–3, 5–7, 1–6           |
| Finalista | 2.  | 2. března 2014    | Port Pirie, Austrálie          | tvrdý       | Luke Saville        | 2–6, 1–3skreč           |
| Finalista | 3.  | 25. května 2014   | Bol, Chorvatsko                | antuka      | Maverick Banes      | 6–7, 6–4, 3–6           |
| Finalista | 4.  | 31. srpna 2014    | Bangkok, Thajsko               | tvrdý       | Čong Hjon           | 6–7, 4–6                |
| Vítěz     | 3.  | 29. března 2015   | Melbourne, Austrálie           | antuka      | Jose Rubin Statham  | 6–1, 7–5                |
| Vítěz     | 4.  | 9. srpna 2015     | Bangkok, Thajsko               | tvrdý       | Čchen Ti            | 6–2, 6-2                |
| Vítěz     | 5.  | 16. srpna 2015    | Bangkok, Thajsko               | tvrdý       | Čchen Ti            | 6–0, 3–6, 6–2           |
| Finalista | 5.  | 18. října 2015    | Ho-Či-Minovo Město, Vietnam    | tvrdý       | Saketh Myneni       | 5–7, 3–6                |
| Finalista | 6.  | 1. listopadu 2015 | Traralgon, Austrálie           | tvrdý       | Matthew Ebden       | 5–7, 3–6                |
| Vítěz     | 6.  | 28. února 2016    | Cherbourg, Francie             | tvrdý       | Adam Pavlásek       | 4–6, 6–4, 6–1           |
| Vítěz     | 7.  | 1. května 2016    | Anning, ČLR                    | antuka      | Mathias Bourgue     | 6–3, 6–2                |
| Vítěz     | 14. | 16. října 2016    | Ho Či Minovo Město, Vietnam    | tvrdý       | Go Soeda            | 5–7, 7–5, 6–1           |
| Vítěz     | 15. | 30. října 2016    | Traralgon, Austrálie           | tvrdý       | Grega Žemlja        | 6–1, 6–2                |
| Finalista | 16. | 11. června 2017   | Surbiton, Spojené království   | tráva       | Júiči Sugita        | 6–7(7–9), 6–7(8–10)     |
| Finalista | 8.  | červenec 2017     | inghamton, Spojené státy       | tvrdý       | Cameron Norrie      | 4–6, 6–0, 4–6           |
| Finalista | 9.  | srpen 2017        | Vancouver, Kanada              | tvrdý       | Cedrik-Marcel Stebe | 0–6, 1–6                |
| Vítěz     | 10. | únor 2018         | Čennaí, Indie                  | tvrdý       | Juki Bhambri        | 7–5, 3–6, 7–5           |
| Finalista | 10. | únor 2018         | Kjóto, Japonsko                | koberec (h) | John Millman        | 5–7, 1–6                |
| Finalista | 11. | červenec 2018     | Soul, Jižní Korea              | tvrdý       | Mackenzie McDonald  | 6–1, 4–6, 1–6           |
| Finalista | 12. | červenec 2018     | Binghamton, Spojené státy      | tvrdý       | Jay Clarke          | 7–6(8–6), 6–7(5–7), 4–6 |
| Finalista | 13. | září 2018         | Columbus, Spojené státy        | tvrdý (h)   | Michael Mmoh        | 3–6, 6–7(4–7)           |
| Finalista | 14. | říjen 2018        | Calgary, Kanada                | tvrdý (h)   | Ivo Karlović        | 6–7(3–7), 3–6           |
| Vítěz     | 11. | říjen 2018        | Traralgon, Austrálie           | tvrdý       | Jošihito Nišioka    | 6–3, 6–4                |
| Vítěz     | 12. | listopad 2018     | Canberra, Austrálie            | tvrdý       | Nicola Kuhn         | 6–1, 5–7, 6–4           |
| Finalista | 15. | duben 2019        | Nan-čchang, Čína               | antuka (h)  | Andrej Martin       | 4–6, 6–1, 3–6           |
| Vítěz     | 13. | červen 2022       | Surbiton, Spojené království   | tráva       | Denis Kudla         | 7–5, 6–3                |
| Finalista | 16. | červen 2022       | Nottingham, Spojené království | tráva       | Dan Evans           | 4–6, 4–6                |
| Vítěz     | 14. | září 2022         | Columbus, Spojené státy        | tvrdý (h)   | Emilio Gómez        | 7–6(8–6), 6–2           |
| Vítěz     | 15. | únor 2023         | Rome, Spojené státy            | tvrdý (h)   | Alex Michelsen      | 6–4, 6–2                |
| Vítěz     | 16. | květen 2023       | Kwangdžu, Jižní Korea          | tvrdý       | Max Purcell         | 6–3, 6–2                |

### Čtyřhra: 12 (10–2)
| Stav      | č.  | datum             | turnaj                   | povrch      | spoluhráč          | soupeři ve finále                  | výsledek          |
| --------- | --- | ----------------- | ------------------------ | ----------- | ------------------ | ---------------------------------- | ----------------- |
| Finalista | 1.  | 2. března 2014    | Port Pirie, Austrálie    | tvrdý       | Bradley Mousley    | Maverick Banes Gavin Van Peperzeel | 3–6, 3–6          |
| Vítěz     | 1.  | 6. dubna 2014     | Melbourne, Austrálie     | antuka      | Bradley Mousley    | Adam Hubble Matt Reid              | bez boje          |
| Vítěz     | 2.  | 11. května 2014   | Bol, Chorvatsko          | antuka      | Matthew Barton     | Tomislav Ternar Mike Urbanija      | 6–2, 6–3          |
| Vítěz     | 3.  | 18. května 2014   | Bol, Chorvatsko          | antuka      | Matthew Barton     | Tomislav Draganja Dino Marcan      | 6–2, 6–1          |
| Vítěz     | 4.  | 25. května 2014   | Bol, Chorvatsko          | antuka      | Matthew Barton     | Maverick Banes Gavin Van Peperzeel | 2–6, 6–3, [10–3]  |
| Vítěz     | 5.  | 1. března 2015    | Šimadzu, Japonsko        | koberec     | Benjamin Mitchell  | Go Soeda Jasutaka Učijama          | 6–3, 6–2          |
| Vítěz     | 6.  | 29. března 2015   | Melbourne, Austrálie     | antuka      | Andrew Whittington | Steven De Waard Marc Polmans       | 6–2, 7–6(7–5)     |
| Finalista | 2.  | 9. srpna 2015     | Bangkok, Thajsko         | tvrdý       | Benjamin Mitchell  | Jošihide Macui Christopher Rungkat | 6–4, 3–6, [9–11]  |
| Vítěz     | 7.  | 5. února 2016     | Launceston, Austrálie    | tvrdý       | Luke Saville       | Dayne Kelly Matt Reid              | 6–1, 4–6, [13–11] |
| Vítěz     | 8.  | 27. března 2016   | Šen-čen, ČLR             | tvrdý       | Luke Saville       | Džívan Nedunčežijan Saketh Myneni  | 3–6, 6–4, [12–10] |
| Vítěz     | 9.  | 31. července 2016 | Lexington, Spojené státy | tvrdý       | Luke Saville       | Tucker Vorster Nicolaas Scholtz    | 6–2, 7–5          |
| Vítěz     | 10. | 5. listopadu 2016 | Canberra, Austrálie      | tvrdý       | Luke Saville       | Matt Reid John-Patrick Smith       | 6–2, 6-3          |
| Finalista | 4.  | srpen 2017        | Aptos, Spojené státy     | tvrdý       | Alex Bolt          | Jonatan Erlich Neal Skupski        | 3–6, 6–2, [8–10]  |
| Vítěz     | 11. | únor 2018         | Kjóto, Japonsko          | koberec (h) | Luke Saville       | Go Soeda Jasutaka Učijama          | 6–3, 5–7, [10–6]  |

## Finále soutěží družstev: 2 (0–2)
| Výsledek  | č. | datum a místo konání                                                                   | spoluhráči                                                  | soupeři                                                                               | skóre |
| --------- | -- | -------------------------------------------------------------------------------------- | ----------------------------------------------------------- | ------------------------------------------------------------------------------------- | ----- |
| Finalista | 1. | Davis Cup 2022 27. listopadu 2022 Malaga, Španělsko tvrdý (hala), Martin Carpena Arena | Alex de Minaur Thanasi Kokkinakis Max Purcell Matthew Ebden | Kanada                                                                                | 0–2   |
| Finalista | 1. | Davis Cup 2022 27. listopadu 2022 Malaga, Španělsko tvrdý (hala), Martin Carpena Arena | Alex de Minaur Thanasi Kokkinakis Max Purcell Matthew Ebden | Félix Auger-Aliassime Denis Shapovalov Vasek Pospisil Alexis Galarneau Gabriel Diallo | 0–2   |
| Finalista | 2. | Davis Cup 2023 26. listopadu 2023 Malaga, Španělsko tvrdý (hala), Martin Carpena Arena | Alex de Minaur Alexei Popyrin Max Purcell Matthew Ebden     | Itálie                                                                                | 0–2   |
| Finalista | 2. | Davis Cup 2023 26. listopadu 2023 Malaga, Španělsko tvrdý (hala), Martin Carpena Arena | Alex de Minaur Alexei Popyrin Max Purcell Matthew Ebden     | Jannik Sinner Lorenzo Musetti Matteo Arnaldi Lorenzo Sonego Simone Bolelli            | 0–2   |

## Finále na juniorském Grand Slamu

### Čtyřhra juniorů: 4 (3–1)
| Stav      | rok  | turnaj  | povrch | spoluhráč    | soupeři ve finále                    | výsledek       |
| --------- | ---- | ------- | ------ | ------------ | ------------------------------------ | -------------- |
| Finalista | 2012 | US Open | tvrdý  | Nick Kyrgios | Kyle Edmund Frederico Ferreira Silva | 7–5, 4–6, 6–10 |